# 卡弗 (明尼蘇達州)
卡弗（英語：Carver）是一個位於美國明尼蘇達州卡弗縣的城市。

## 人口
根據2020年美國人口普查的數據，卡弗的面積為12.05平方千米，當中陸地面積為11.53平方千米，而水域面積為0.52平方千米。當地共有人口5829人，而人口密度為每平方千米484人。